# Léon Defuisseaux
Pour les articles homonymes, voir Defuisseaux.
Léon Defuisseaux, né à Mons le 17 décembre 1841 et mort à Bruxelles le 21 décembre 1906, est un homme politique belge du Parti libéral puis du Parti socialiste républicain et enfin du Parti Ouvrier Belge (POB). Il a été un ardent propagandiste de l'instauration du suffrage universel pur et simple en Belgique.

## Biographie
Léon Defuisseaux, né à Mons le 17 décembre 1841, est le fils de Nicolas Defuisseaux, homme politique et industriel belge, et d'Éléonore Messines. Son grand-père a été le premier maire républicain de Mons à la suite de l'annexion de la Belgique à la France. Il est issu d'une famille de libres penseurs et est le frère d'Alfred et Fernand Defuisseaux, hommes politiques et industriels belges. Il épouse le 29 novembre 1899 à Strand, Comté de Londres, Elisabeth Vandermaesen.
Il fait ses études secondaires à Baudour. Il s'inscrit ensuite à l'Université libre de Bruxelles et en sort docteur en droit en 1861. En 1861 et 1862, il suit les cours de l''Université de la Sorbonne à Paris. En 1863, il s'inscrit ensuite comme avocat au barreau de Bruxelles et plaide dans nombre d'affaires retentissantes, notamment celle du Grelot.
Il est élu député libéral « radical » de Mons pendant plusieurs législatures (1870-1881). En 1887, il fait paraître un pamphlet qui a un grand retentissement dans l'opinion intitulé Hontes du Suffrage censitaire. Très proche de son frère Alfred, il se radicalise à gauche et est élu député du POB en 1894 à Liège et, à partir de 1893, dans l'arrondissement de Mons-Borinage à la suite de l'introduction du suffrage plural masculin. Il siège à la Chambre des représentants jusqu'en 1900.
Farouchement opposé à l'introduction du scrutin proportionnel qu'il qualifie « d'infâme proporz » lors des élections de 1900, il refuse de poser sa candidature à un nouveau mandat de député et quitte alors la vie politique active. Il acceptera de manière symbolique en 1904 d'être le directeur politique de l'hebdomadaire Le suffrage universel pur et simple, organe d'une dissidence boraine du POB dirigée par Henri Roger et Élisée Fauvieau.
Militant wallon, il accompagne aussi Alfred dans la dissidence du Parti socialiste républicain fondé en 1887 qui se voulait socialiste et  wallon.
À la suite de son décès à Bruxelles le 21 décembre 1906, il reçoit des funérailles civiles et est incinéré à Paris.